# System 7/24
System 7/24 - system teleinformatyczny, którego celem jest poszerzenie dostępności usług Publicznych Służb Zatrudnienia. System ten umożliwia bezpłatny dostęp telefoniczny do aktualnych ofert pracy, szkoleń oraz doradztwa zawodowego. Umożliwia też pracodawcom szybkie wyszukiwanie kandydatów na pracowników. System ten został wdrożony na terenie województwa podlaskiego.
System ten został stworzony w ramach projektu Urząd Pracy 7 dni w tygodniu, 24 h na dobę w ramach Działania 1.1 (Rozwój i modernizacja instrumentów i instytucji rynku pracy; schemat B - Rozwój oferty usług instytucji rynku pracy) Sektorowego Programu Operacyjnego Rozwój Zasobów Ludzkich. Liderem projektu jest Wojewódzki Urząd Pracy w Białymstoku, partnerami: Zarząd Województwa Podlaskiego oraz czternaście powiatowych urzędów pracy województwa podlaskiego.

## Elementy systemu
System 7/24 składa się trzech elementów:
1. bezpłatnej infolinii (nr 9510) dostępnej dla bezrobotnych zarejestrowanych w powiatowych urzędach pracy województwa podlaskiego)
2. płatnej (jak za połączenie lokalne) infolinii (nr 9524)  dla pozostałych poszukujących pracy i pracodawców (obie infolinie obsługiwane są przez 47 konsultantów znajdujących się w rozproszonej strukturze Contact Center w 14 powiatowych urzędach pracy i Wojewódzkim Urzędzie Pracy w Białymstoku).
3. wspólnego dla wszystkich powiatowych urzędów pracy województwa podlaskiego portalu internetowego - www.up.podlasie.pl.

## Rozwinięcie projektu
Usługi Systemu 7/24 są dostępne w województwie podlaskim od listopada 2007 roku. System 7/24 był pierwszym tego typu przedsięwzięciem w Polsce. 
Według zamierzeń Ministerstwa Pracy i Polityki Społecznej wypracowane przez podlaskie urzędy pracy rozwiązania teleinformatyczne mają być wprowadzone również w innych województwach. W związku z tym System 7/24 został przekształcony w Zieloną Linię - Centrum Informacyjno - Konsultacyjne Służb Zatrudnienia, która od kwietnia 2009 roku działa na terenie całego kraju pod numerem infolinii 19524.